# Дмитровлаг
Дмитровлаг — табір, який існував у 1932—1938 рр. у Московській області та входив у систему ГУЛАГу. Основне його призначення — будівництво каналу Москва-Волга.

## Основні об'єкти

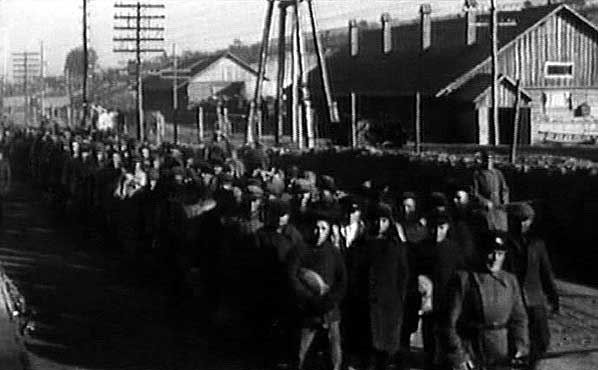
Ув'язнені на будівництві каналу Волга-Москва (ріка)

Дмитровський виправно-трудовий табір існував з 14 вересня 1932 року до 31 січня 1938 року коли його було реорганізовано в окремий виправно-трудовий табір Дмитровського району ГУЛАГу. Основні об'єкти, на яких працювали в'язні: будівництво каналу Москва — Волга, а також будівництво Північного каналу, реконструкція річки Яузи, Істринської дамби, Центрального аеродрому ім. Фрунзе в Москві, Сталінської водонасосної станції, лісозаготовки, торфорозробки.

## Чисельність ув'язнених
Станом на грудень 1932 року в таборі перебувало 10 400 в'язнів. Середньорічна чисельність в'язнів:
- 1933 — 51 502
- 1934 — 156 319
- 1935 — 188 792
- 1936 — 177 215[1]

Контингент Дмитров стабільно зростав:
- на 1 січня 1933 року — 10 400 ув'язнених,
- на 1 квітня — 39 328,
- на 1 липня — 53 116,
- на 1 жовтня — 86 914,
- на 1 січня 1934 року — 88 534.

Поквартальна чисельність ув'язнених у Дмитровлазі:
| Рік  | 1 січня | 1 квітня | 1 липня | 1 жовтня |
| ---- | ------- | -------- | ------- | -------- |
| 1934 | 88 534  | 118 155  | 162 845 | 188 311  |
| 1935 | 192 229 | 195 648  | 182 633 | 189 882  |
| 1936 | 192 034 | 175 629  | 180 390 | 183 414  |
| 1937 | 146 920 | 147 695  | 74 693  | 29 660   |

У 1938 році кількість ув'язнених у Дмитровлагу продовжувала скорочуватись: на 1 січня 1938 року — 16 066 людей; на 1 лютого — 6814 людей. Станом на жовтень 1935 року за кількістю в'язнів Дмитровлаг був найбільшим табором ГУЛАГу, випереджаючи навіть Бамлаг — 193 300 в'язнів у Підмосков'ї, у той час як у Бамлагу перебувало 190 300 в'язнів.
Смертність табірників у 1933 році склала 8873 людей, або 16,1 % від їх середньорічної чисельності. У 1934-му — 6041 людей (3,88 %); в 1935-му — 4349 людей (2,3 %); в 1936-му — 2472 людей (1,4 %); в 1937-му — 1068 людей (0,9 %); в 1938 році — 39 людей. Загалом з 14 вересня 1932 року по 31 січня 1938 року в Дмитровлазі померло 22 842 чоловік.

## Будівництво
Рішення про будівництво каналу Москва-Волга було затверджено РНК 1 червня 1932 року, а вже 28 жовтня повноваження на виконання робіт на будівництві каналу передано ОГПУ, паралельно створено Управління будівництвом каналу Москва — Волга. З 1 вересня 1937 року управління будівництвом каналу Москва — Волга фактично було ліквідовано, а всі без винятку споруди каналу були передані експлуатаційному управління МВС яке мало ліквідувати всі недоробки. 9 квітня 1937 року управління експлуатації каналу передано Наркомводу. Будівництво Істринської дамби тривало 18 місяців і закінчено 5 листопада 1934 року. Будівництво аеродрому завершилось 29 листопада 1936 року. Будівництво Сталінської водонасосної станції завершено 25 травня 1935 року. У 1932 році на лісозаготівлях було зайнято 3000 ув'язнених, на будівництві каналу 7400 людей.

## Доля керівників Дмитровлагу

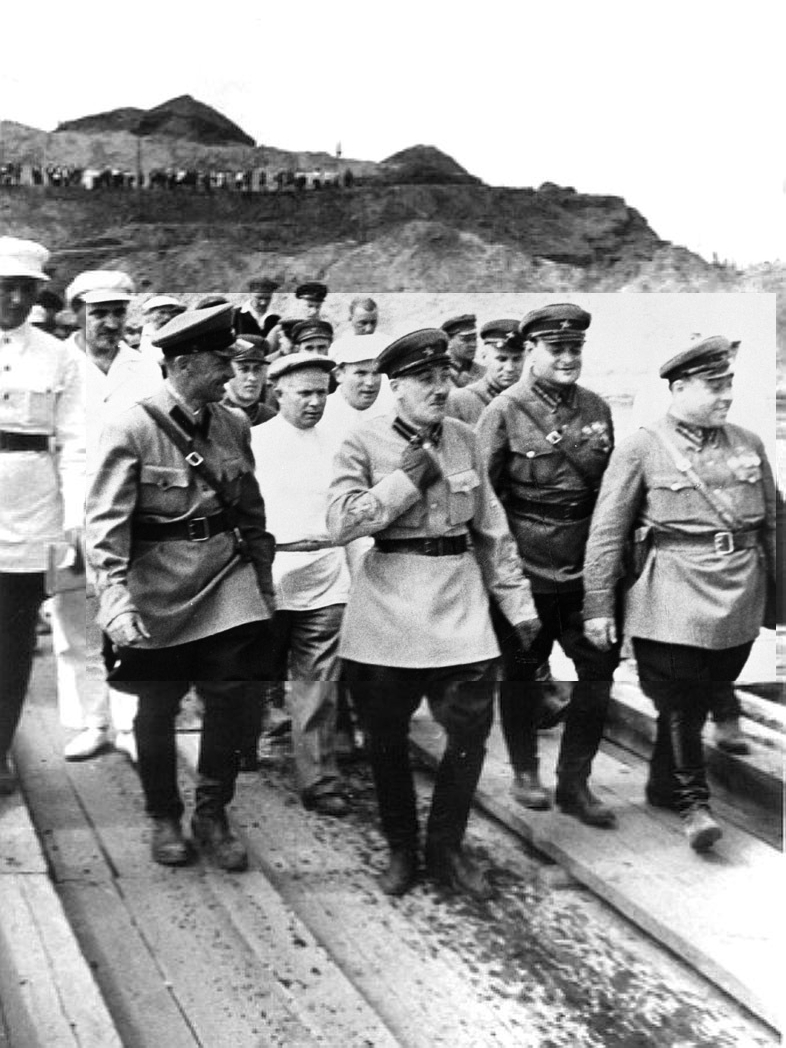
Генріх Ягода оглядає будівництво каналу

Начальник Дмитровлагу Семен Фірін, який був також за сумісництвом начальником ГУЛАГа ОГПУ 29 квітня 1937 року арештований. Ще один начальник табору Зиновій Кацнельсон арештований 17 липня 1937 року. У системі ГУЛАГу на керівних посадах працювало чимало колишніх в'язнів — через те, що чимало таборів знаходилось у віддалених місцевостях чекістів, які б туди їхало з власної волі було небагато. Також з середини 1930-х років на керівні посади почали переводити і колишніх працівників розвідки, якщо обставини їх перебування за кордоном викликали сумніви (невиконані завдання, провал, перебування у в'язниці). Цих сумнівів було надто мало щоб покарати людину, але цілком достатньо, щоб тримати подалі від кухні Центрального апарату. Так було з Фіріним, пізніше на роботу в Дмитровлаг потрапив і відомий чекіст, комісар ДБ 3 рангу С. В. Пузицький, який у 1930 році керував розкуркуленням, арештами та виселенням селян. З 1935 року він очолював 3 оперативно-чекістський відділ Дмитровлаг, у 1937 арештований та розстріляний.
Незадовго до офіційного завершення будівництва чимало чекістських кадрів Дмитролагу було заарештовано, зокрема тільки за «справою Фіріна» було арештовано 218 людей. Їх було звинувачено у змовницькій діяльності. Про це на липневому 1937 року Пленумі ЦК ВКП(б) заявив М. І. Ежов за словами якого, Ягода готував «палацовий переворот» в якому найважливішу роль мали зіграти в'язні підмосковних таборів.

## Табірна преса
Для ув'язнених друкувалося кілька видань, а саме газети — «Перековка», «Каналоармейка», «Перековка тридцатипятника», «За нову Людину», «Канал-Зарбдары», «Долой неграмотность», журнал «На штурм трассы», книжкова серія «Библиотечка Перековки». Також тут виходив журнал і газета «Москва — Волгострой», також на правах госпрозрахункового підприємства функціонувала друкарня.

## Історія
Оскільки Дмитровлаг обслуговував будівництво каналу Москва — Волга, який проходив у безпосередній близькості до столиці Радянського Союзу це ставило табір в особливе становище. Власне до будівництва його допустили не відразу, а лише після того як з'ясувалась нездатність цивільних відомств впоратися з такою масштабною задачею. За роботами на будівництві каналу уважно слідкувало як вище чекістське начальство, так і найвище керівництво країни. 16 червня 1931 року пленум ЦК ВКП(б) ухвалив рішення про початок будівництва каналу Москва-Волга, при цьому спочатку це було доручено Наркомводу СРСР.
27 лютого 1932 року постановою Ради Праці та Оборони будівництво каналу було включено в число «ударних об'єктів». 27 травня з'явився наказ по МКС N94 цікавий тим, що тут вперше з'явились контури майбутнього Дмитровлага з будівництвом Істринського водосховища, однак справи на той момент йшли паскудно. 28 травня 1932 року начальником будівництва став попередній керівник ГУЛАГу Л. І. Коган за яким також збереглась посада начальника Біломорбуду. 14 вересня наказом ОГПУ № 889 на території Московської області організовувався виправно-трудовий табір ОГПУ з розташування керівництва у місті Дмитров. А вже 16 вересня 1932 року його начальником призначено А. Е. Сорокіна.
28 жовтня 1932 року постановою РНК СРСР було дозволено використовувати на будівництві каналу та Істринської дамби робітників та технічних засобів із Біломорбуду. Будівництво слід було завершити до серпня 1934 року. 7 листопада 1932 року з'явився приурочений до 15-річчя радянської влади наказ, який закликав за півтора року з'єднати Волгу з Москвою-рікою, дати пролетарській столиці воду і пропустити великі волзькі пароплави в Москву. 20 грудня 1932 року наказом по Дмитровлагу в ознаменування 15-ї Річниці Органів ВЧК-ОГПУ 20 грудня достроково звільнялись всі, хто перебував у табірному ізоляторі «за проступки і правопорушення…, крім підслідних». Також 1 січня 1933 року Дмитровська районна друкарня передавалась Дмитровлагу. До початку березня 1933 року належить наказ, який так і не отримав номера про організацію «Музею Будівництва каналу Волга-Москва».
1 квітня 1933 року був виданий наказ по Управлінню табору за № 70 за підсумками перевірки 1 лагпункту 7 відділення Дмитровлагу було встановлено що в бараках бруд, велика скученість, бараки не добудовані — замість нар покладені дошки різної величини без всякої пригонки. Навіть ударним бригадам не створені кращі житлово-побутові умови. Підлогу миють дуже рідко, нари брудні, на кухні крадуть продукти а також ряд інших порушень. Тому начальника 1-го Табірного пункту Бугашера з роботи зняли та передали суду колегії ОГПУ.
3 квітня 1933 року наказом по табору регламентувався «Порядок надання побачень», відповідно до якого «побачення ув'язненого з родичами є вищою формою заохочення ув'язненого і надається тільки тим, хто зарекомендував себе добросовісною роботою та дає право на спільне проживання з сім'єю чи родичами на приватній квартирі чи в спеціальному “Будинку для приїжджих”».
13 квітня 1933 року було затверджено офіційно назву будівництва: повне — «Будівництво каналу Москва — Волга», скорочене — «Москва — Волгострой». 15 травня 1933 року було підписано наказ, який забороняв використовувати на адміністративній та культурно-виховній роботі ув'язнених за політичні злочини.
22 травня 1933 року було наказано сконцентрувати нацменів, особливо східних національностей в окремі бригади, колективи, артілі та лагпункти, забезпечивши їх національною літературою, особливими казанами (щоб готувати їжу для мусульман). Також відзначалось, що в серед мешканців табору є багато українців, різних народностей Північного Кавказу та народностей Сходу. Так, наприклад 3-тє та 8-ме відділення майже повністю укомплектовано українцями, 13-те відділення має велику кількість татар і башкир. Водночас серед табірників відзначались приклади великодержавного шовінізму.
2 грудня 1933 року «на ґрунті невиходу табірників внаслідок морозів на роботу» наказом Фіріна встановлювався «тимчасовий порядок, при якому робота може бути припинена тільки при морозі 30 градусів для всіх табірників та 25 градусів для нацменів».
7 грудня 1933 року вийшла постанова РНК СРСР яка у зв'язку з збільшенням габаритів каналу Волга-Москва та збільшенням обсягів робіт термін завершення робіт продовжити до кінця 1935 року з тим, щоб в експлуатацію канал вступить в експлуатацію з початком навігації 1936 року
На 19 грудня 1933 року у підпорядкуванні МВС і Дмитровлагу перебувало 12 районів будівництва: Північний, Волзький, Центральний, Хлібниківський, Східний, Карамишевський, Південний, Дмитровський, Оруд'євський, Водопровідний, Весьєгонський, Істринський а також наступні об'єкти та структури: Дмитровський мехзавод, автобаза, Бескудниківська вагова майстерня, друкарня, майстерня точних приладів, Кевосо-Горський, Талдомський та Євромолинський радгоспи, Відділ зв'язку, ХОЗО, САНО, Відділ топографічної розвідки, Гідрологічний відділ, Фотокінослужба, Інспекція контрольних замірів, Виробничо-дослідна лабораторія, Центральна бетонна лабораторія, Талдомська електростанція, Геологічний відділ.
17 березня 1934 року виступаючи на будмайданчику Перервинського шлюзу Південного району, начальник МВС Коган назвав головним будівником каналу Ягоду, а головним натхненником будівельників — Кагановича.
3 квітня 1934 року 20 ув'язнених Дмитровського району, як порушників табірної дисципліни, злісні відмовники від роботи, симулянти, розтратники казенного устаткування, п'яниці та картярі, що негативно впливають на каналармійців переводились у ШІЗО терміном на 1 рік. Тих, хто не піддавався «перековці» відправляли в північні табори, а деяких за рішенням Відділення Мособлсуду за справами Дмитровлагу розстрілювали — у той час такі вироку виконували в самому Дмитрові. 8 квітня 1934 року через Перервинський шлюз пройшов перший караван суден Московського річного пароплавства: пароходи «КІМ», «МОПР», «Ботвін» і «Транспорт».
Аби стимулювати «доблесну працю» ув'язнених, на будівництві запровадили надання звання «ударника-каналоармійця» із врученням відповідного посвідчення. Звання одержував той, хто систематично перевиконував виробничі норми, безвідмовно виконував усі накази адміністрації, і брав на «буксир» відстаючих. Ударники одержували талони на продовольчі та промислові товари у табірних крамницях і пільгове зарахування робочих днів. Зокрема, тим, хто не був позбавлений виборчих прав, за кожні три дні праці зараховували чотири дні терміну ув'язнення (позбавленим прав — чотири за п'ять).
8 вересня 1935 року Сталін та Молотов підписали постанову РНК СРСР і ЦК ВКП(б) «Про будівництво каналу Москва-Волга», де відзначалось, що до 1 липня (тобто за три роки) виконано 45,7 % від загального обсягу земельних робіт, 22 % бетонних та залізобетонних робіт. Проект передбачав створення таких об’єктів:
- вузол споруд на Волзі;
- судохідно-водовідний канал глибиною 5,5 метра від станції Іваньково на Волзі до села Щукіно на річці Москва протяжністю в 128 кілометрів із 7 шлюзами, 6 дамбами та 5 насосними станціями;
- дві бетонні дамби та два шлюзи на річці Москві (біля сіл Карамишево та Перерва);
- водопровідний канал протяжністю в 31 кілометр від водосховища на річці Учі до Сталінської водопровідної станції;
- Істринский гідровузол;
- вісім гідростанцій при дамбах при дамбах сумарною потужністю в 67 тисяч кіловат.

Розмір капіталовкладень на будівництво споруд каналу встановлювався в 1400 млн рублів, закінчити його вимагалось до навігації 1937 року. Все вище перелічене було виконано.
28 вересня 1935 року відбувся об'єднаний пленум Московського обкому і міськкому партії з участю активу будівників каналу, у його роботі взяли участь Каганович, Ягода, Хрущов, з доповіддю «Канал Москва — Волга — найважливіша частина реконструкції Москви» і «Рідний брат метро» виступили начальники МВС і Дмитровлагу Коган та Фірін.
22 травня 1936 року нарком Ягода звернувся до Сталіна і Молотова з листом, у якому просить звільнити його від керівництва Північного міського каналу і реконструкції річки Яузи з наступних причин: Будівництво Північного міського каналу та реконструкція річки Яузи затягується до 1939 року, а будівництво каналу Москва — Волга завершується в 1937 році, причому по закінченню земляних та бетонних робіт приблизно до вересня — жовтня 1936 року роботи на каналі згортатимуться і значна частина ув'язнених буде вивезена. Роботи по реконструкції Яузи та значної частини Північного каналу доведеться вести на багатьох центральних вулиць Москви, де робота з ув'язненими виключається, оскільки довелось би оточувати цілі вулиці, аби запобігти втечам в'язнів. Таким чином роботи зручніше проводити силами вільнонайманих робіт, що набагато краще виконає Мосрада.
14 червня 1936 року Переривинський шлюз № 10 відвідали Сталін, Каганович, Орджонікідзе  і Ягода. У цей момент працювало 163 екскаватори, 1800 автомобілів, 172 паровози, 2000 вагонів и 300 тракторів, було прокладено 650 кілометрів залізничних шляхів.
3 липня 1936 р. вийшов наказ НКВС яким до навігації 1937 року на майданчиках каналу мали бути квітники та газони, а на берегах висаджені дерева та кущі.
23 березня 1937 року були підняті щити на Волзькій дамбі, 27 березня вода почала заповнювати русло каналу. А 29 березня був арештований колишній будівник каналу Г. Г. Ягода. Постановою РНК СРСР від 8 квітня 1937 року встановлювались терміни здачі каналу в постійну експлуатацію до 1 липня 1937 року, експлуатація каналу протягом 1937 року покладалась на МВС, а в січні 1938 року об'єкти каналу з повним штатом працівників передавались Наркомводу.
22 квітня 1937 року канал відвідав Сталін, Ворошилов, Молотов та Єжов. 7 червня 1937 року постановою РНК СРСР було наказано приступити до дослідної експлуатації каналу Москва-Волга 15 червня.
4 липня РНК СРСР і ЦК ВКП(б) постановили відкрити канал Москва-Волга для пасажирського та вантажного руху з 15 липня 1937 року. 14 липня 1937 року вийшла постанова, яка запропонувала НКВД СРСР скласти списки колишніх ув'язнених, які особливо відзначились у ході будівництва для зняття з них судимості. Окрім того за ударну роботу було достроково звільнено 55 000 ув'язнених, з зобов'язанням їх працевлаштування, окрім того їх забезпечили проїзними квитками та грошовими преміями в розмірі від 100 до 500 рублів.
5 липня 1938 року наказом НКВС та Наркомводу у зв'язку з завершенням приймання каналу комісією Наркомводу окремий Дмитровський район ГУЛАГу ліквідовувався. Таким чином в історії Дмитровлагу була поставлена крапка, хоча окремі невеликі підрозділи продовжували функціонувати.15 липня 1937 року було урочисто відкрито канал для руху пасажирських та вантажних суден.

### Правила внутрішнього розпорядку
9 жовтня 1932 року по Дмитровському ВТТ було оголошено правила внутрішнього трудового розпорядку життя табору.
1. Підйом 5 год 30 хв.
2. Сніданок з 5:45 до 6:30.
3. Розподіл роботи з 6:30 до 7 год. При виході на роботу партіями з/к встановити суворо по 5 чоловік замкнутими рядами.
4. Робочий день вважати з 7 до 17 год з/к виконують задані їм трудові норми, після завершення роботи шикуються по 5 чоловік і слідують у такому порядку в табір.
5. Обід з 17 до 19 год, під час обіду з/к дотримуються черги за отриманням їжі на кухні поротно, не допускаючи натовпу, сварок.
6. Вечір пункту з 19 до 22 год, котрий надається для роботи КВЧ.
7. Відбій на сон о 22 год 5 хв. Після відбою зупиняється всякий рух по табору з/к за винятком виходу для природних потреб. З/к повинні бути завжди роздягнутими і спати, не допускаючи переговорів з сусідами. Окрім того начальнику лагпункту слід було визначити заборонену зону ходіння, особливо у нічний час. Одночасно ув'язненим було роз'яснено, що перетин цієї зони буде розцінюватись як спроба втечі.
8. Розпалювання вогнищ після відбою заборонялось[4].